# 2-Fenil-3-aminobutan
2-Fenil-3-aminobutan (takođe poznat kao β-metilamfetamin) stimulans je iz fenetilaminske klase koji je blisko srodan sa svojim α-metil analogom pentoreksom. Ovaj materijal su prvi sintetisali nemački naučnici Feliks Hafner i Fric Somer 1939. godine. On je stimulant sa blažim dejstvom, kraćim trajanjem, nižom toksičnošću i manjim broje nuspojava u poređenju sa ranije poznatim lekovima kao što je amfetamin.
2-Fenil-3-aminobutan je zabranjen u nekim zemljama, jer je strukturni izomer metamfetamina.